# Dmitri Plekhanov
Pour les articles homonymes, voir Plekhanov.
Dmitri Plekhanov, dit Kouretnikov (en russe : Дмитрий Григорьев Плеханов ; 1642 - entre 1698 et 1710), est un peintre russe, créateur des fresques d'une série d'églises orthodoxes en Russie, durant la seconde moitié du XVIIe siècle. Il est l'un des plus grands maîtres de la période de formation de la peinture murale monumentale.

## Biographie
Il est né à Pereslavl-Zalesski en 1642. C'est le fils d'un iconographe. À 22 ans, il participe à la réalisation de peintures monumentales à Moscou avec son père. À 40 ans, il est entrepreneur de peintures murales à son propre nom. Il réalise des commandes importantes, principalement à la demande d'évêques. Sa biographie est peu étoffée et comprend des inexactitudes. Ce qui est du en partie au fait qu'à Pereslavl-Zalesski au XVIIe siècle un autre maître du même nom a travaillé sur des fresques,.

## Œuvres

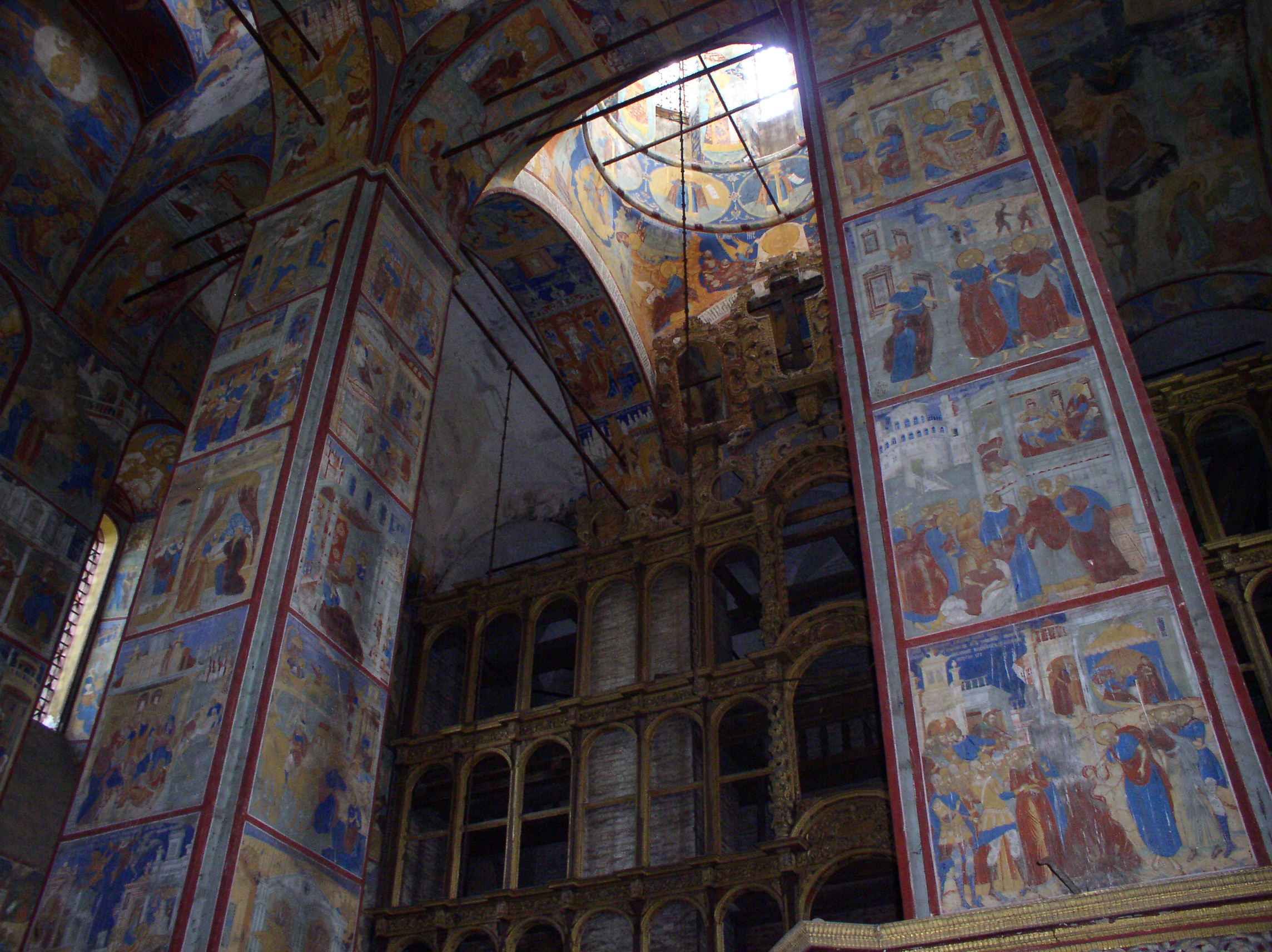
Église Saint-Jean-Baptiste de Iaroslavl.

Dmitri Plekhanov travaille sur des thèmes particulièrement variés. C'est un novateur tant en ce qui concerne les sujets que l'iconographie. Il est le premier à avoir utilisé des courtes phrases de poésie pour signer ses réalisations. Peut-être est-ce le premier aussi à avoir utilisé des sujets à thèmes tels que: l'Acathiste, la Dormition de la Vierge, le Cantique des cantiques. 
Il est passé maître dans l'art de la distinction entre les différents sujets de sa composition et leur correspondance avec l'architecture de leur support mural. Le «Jugement dernier» de la cathédrale Sainte-Sophie de Vologda est un exemple caractéristique des réalisations de Plekhanov avec ses images de pécheurs habillés de vêtements de différentes nations, ses compositions de fleurs tressées, ses alternances de teintes de fond roses et bleus. 

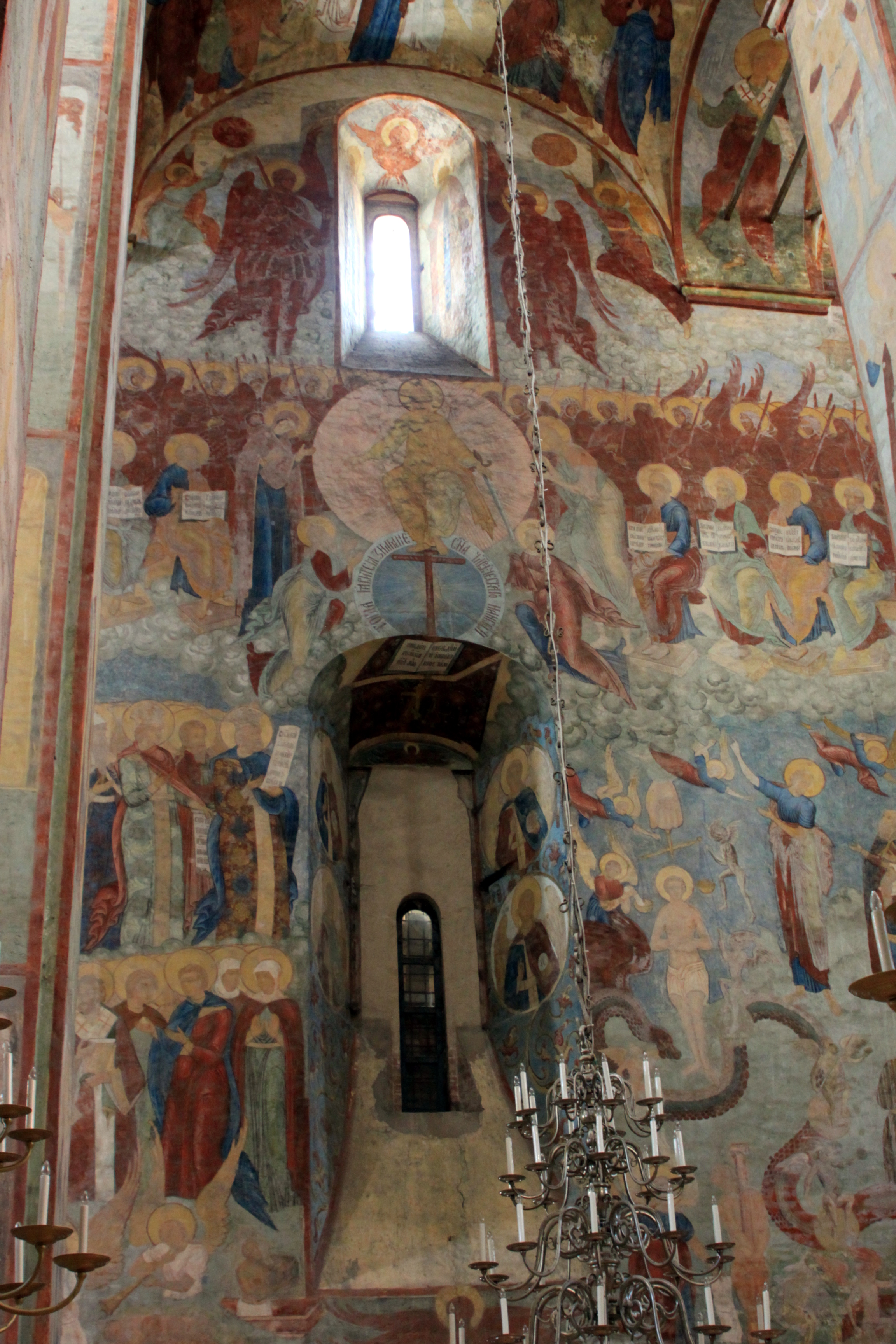
Le Jugement dernier de la cathédrale Sainte-Sophie de Vologda.

Dmitri Plekhanov a participé à la réalisation des fresques des édifices suivants : 
- Cathédrale de l'Archange-Saint-Michel de Moscou (1666)
- Cathédrale de la Dormition (Rostov) (1670—1671)
- Monuments de la laure de la Trinité-Saint-Serge : cathédrale de la Dormition
- Église Saint-Jean-Baptiste de Iaroslavl (1694—1695)
- Cathédrale Sainte-Sophie de Vologda (1686—1688)
- Église du Saint-Sauveur-sur-Séni au Kremlin de Rostov (1675)

Certains historiens d'art supposent que le peintre a également participé à la réalisation des fresques dans les églises suivantes :
- Église de la Résurrection du Kremlin de Rostov (vers 1670)
- Église Saint-Jean l'évangéliste au Kremlin de Rostov (1683)
- Collégiale de la Résurrection (Toutaïev) (1678)
- Monastère Saint-Jacques de Rostov : la cathédrale de la Trinité (1689)
- Église de l'Épiphanie (Iaroslavl) (1692).